# Hemidactylus platyurus
Hemidactylus platyurus là một loài thằn lằn trong họ Gekkonidae. Loài này được Schneider mô tả khoa học đầu tiên năm 1792.

## Hình ảnh

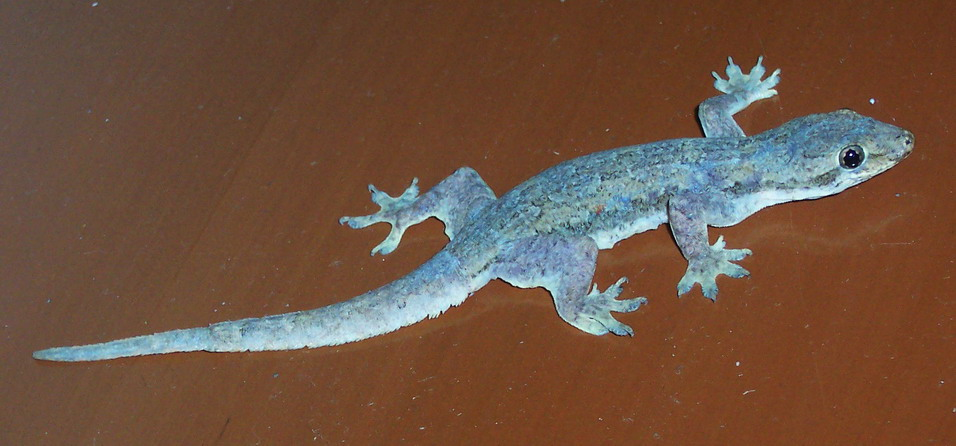
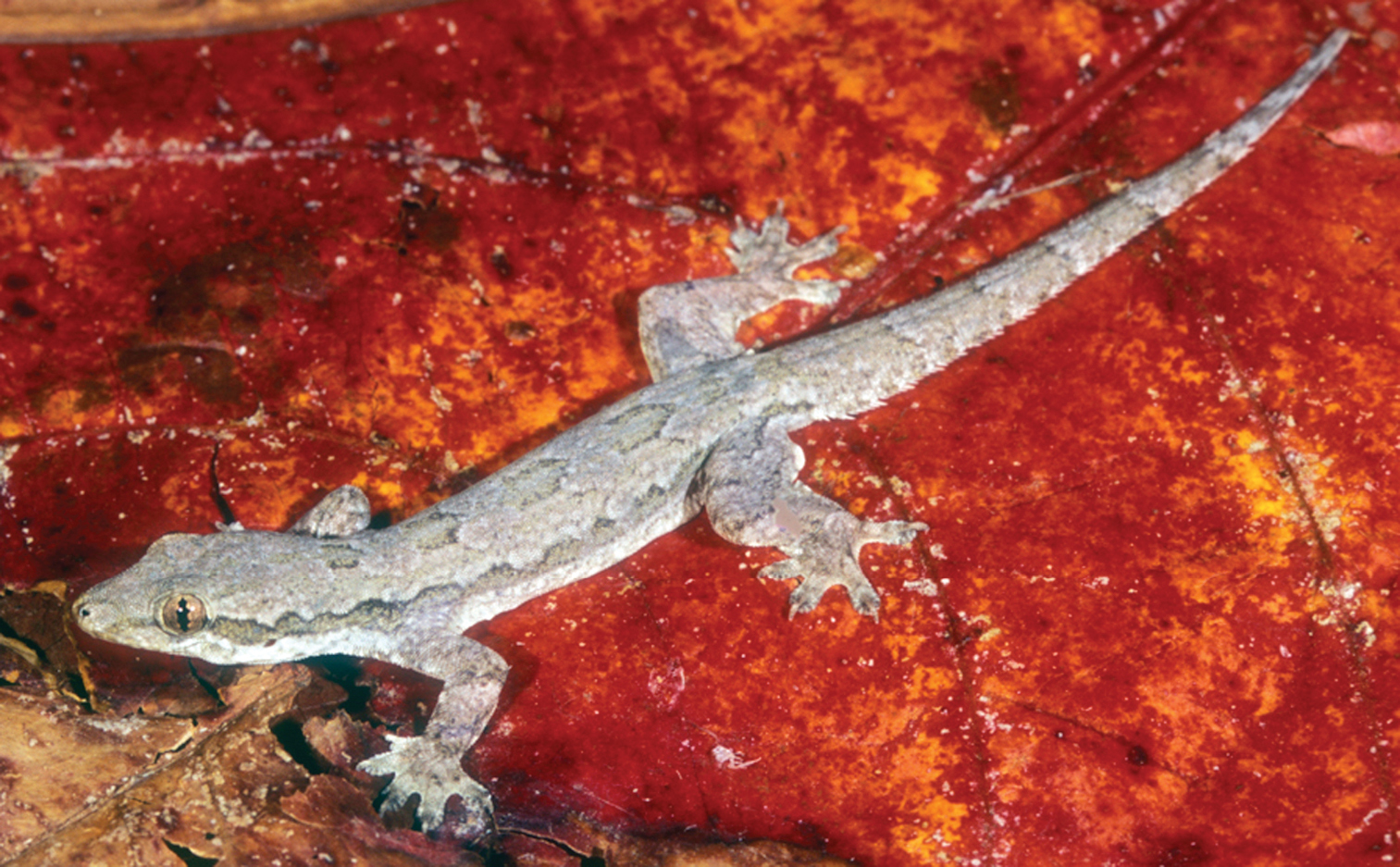
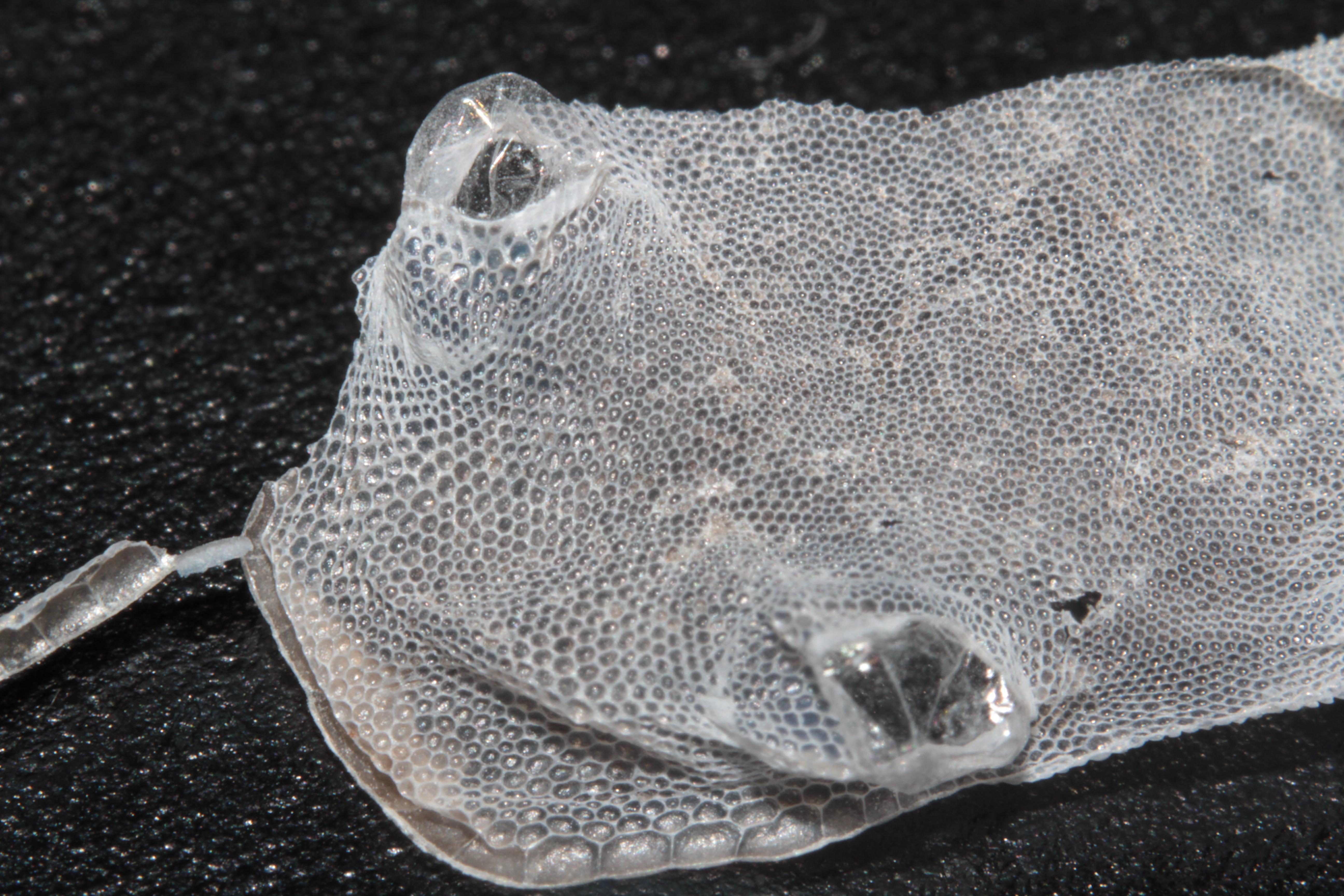
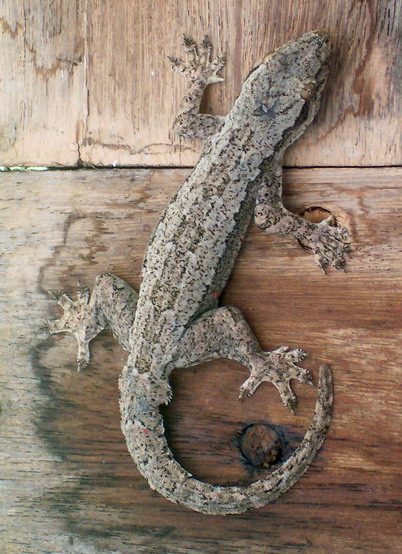
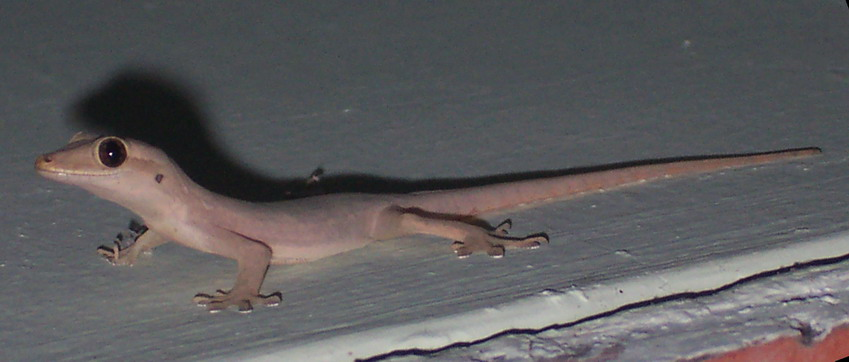